# 물의 부족
물의 부족은 아바타: 아앙의 전설과 코라의 전설에 등장하는 4개의 나라 중 하나이다.

## 북쪽 물의 부족
북쪽 물의 부족은 북극에 사는 물의 부족의 일원이다. 남쪽 물의 부족에 비해 체제와 시설이 잘 갖춰져 있으며 불의 제국이 일으킨 전쟁 중에도 100년 동안 버텼다.

## 남쪽 물의 부족
남쪽 물의 부족은 남극에 사는 물의 부족의 일원이다. 백년 전쟁 동안 시설들이 무너지고 파괴되어 규모가 축소되었으며, 아바타 아앙이 빙하 속에서 발견되었을 때에는 마을 단위의 작은 부족이 되어 멸망 직전의 상황이었다.
북쪽 물의 부족과의 내전 전에는 명목상 북쪽의 지배 하에 있었으며, 내전 후에 독립하였다.

## 늪의 부족
흙의 왕국에 있는 늪 지대에 사는 이 부족은 남북 물의 부족의 원류이며, 주로 물고기와 벌레, 늪에 사는 다른 동물들을 먹는다.
아바타: 아앙의 전설에서는 등장하지만, 코라의 전설에서는 등장하지 않는다.